# Friedhelm Eberle

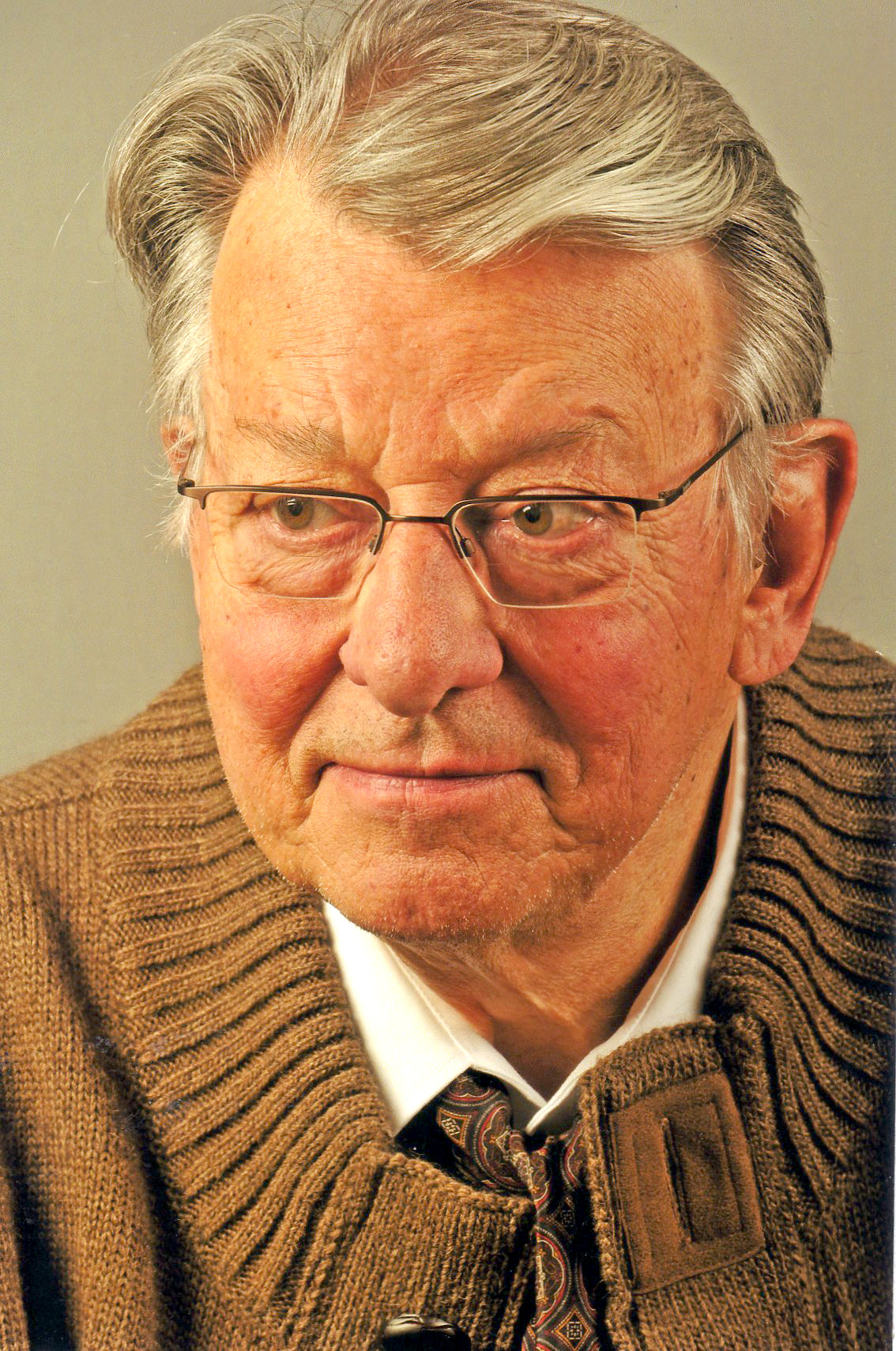
Friedhelm Eberle (2018)

Friedhelm Eberle (* 21. September 1935 in Oberhausen) ist ein deutscher Schauspieler und Schauspieldozent.

## Leben
Nach einer Schlosserlehre nahm Friedhelm Eberle privaten Schauspielunterricht in Oberhausen und Basel. Seinen Abschluss absolvierte er 1956 in Düsseldorf. Sein erstes Engagement führte ihn von 1957 bis 1959 nach Plauen im Vogtland. Von 1959 bis 1962 war er an den Städtischen Bühnen Erfurt engagiert. Im September 1962 wurde er Mitglied des Leipziger Schauspielhauses. Hier eroberte er sich in über 130 Bühnenfiguren in den jeweiligen Lebensabschnitten die Gunst des Publikums in wesentlichen Rollen, wofür die klassischen Figuren Tellheim (Minna von Barnhelm), Posa (Don Carlos), Egmont, Franz Moor (Die Räuber), Hamlet und schließlich Faust (I/II), Othello, Marc Anton (Julius Cäsar), König Lear und Kreon (Antigone) – beide Rollen als Gast in Saarbrücken – zu nennen sind. Daneben spielte er aber auch Rollen der Moderne: Schlomo Herzl (Mein Kampf), Mr. Jay (Goldberg-Variationen) – beides Stücke von George Tabori, weiterhin den Merlin (Parsifal) sowie Fernando Krapp in den Stücken von Tankred Dorst und den Stadthauptmann (Der Revisor) von Gogol, ebenso den Garibaldi (Die Macht der Gewohnheit) von Thomas Bernhard.
In einer eigenen Spielfassung brachte Eberle Unter dem Milchwald von Dylan Thomas auf die Bühne und lieh hier über 20 Figuren seine Stimme. Er wurde häufig beim Fernsehen u. a. als Hauptmann Reichenbach in der Kriminalserie Polizeiruf 110 beschäftigt. Ständig wurde er auch als Synchronsprecher für den Film- und Fernsehfunk eingesetzt. Für den MDR war er als Autor, Regisseur und Sprecher tätig, wie in den Hörbildern über Franz Schubert, Albert Lortzing, Anton Bruckner und Gottfried Silbermann. Immer wieder war er mit literarischen Soloabenden mit Goethe, Schiller, E. T. A. Hoffmann, Jean Paul und insbesondere mit Werken von Thomas Bernhard unterwegs. Ebenso häufig war er im musikalischen Genre beschäftigt, wie z. B. in Die schöne Magelone, Die Geschichte vom Soldaten, Peter und der Wolf, Karneval der Tiere und anderen mehr.
1978 erarbeitete Friedhelm Eberle die Textfassung zu Peer Gynt (Ibsen/Grieg) in Zusammenarbeit mit dem Gewandhauskapellmeister Kurt Masur. Ebenso entstand in Zusammenarbeit mit Masur eine eigene Fassung von Ein Sommernachtstraum (Shakespeare) zur Musik von Mendelssohn Bartholdy (beide Arbeiten liegen als CD vor). Zusammen mit Masur erfolgten Gastspiele in München, Edinburgh, London und Boston. Zum Jahreswechsel 2006/07 trug er zusammen mit Kurt Masur und dem Israel Philharmonic Orchestra Ein Überlebender aus Warschau von Arnold Schönberg in Tel Aviv vor.
Schauspielerische Höhepunkte waren die Rollen des Geheimrats Clausen aus Gerhart Hauptmanns Vor Sonnenuntergang, der Wladimir (Warten auf Godot), der Hamm (Endspiel) und der Krapp (Das letzte Band), alle drei von Samuel Beckett, und eine eigene szenische Fassung von Alte Meister von Thomas Bernhard.
Als Sprecher war Eberle zusammen mit Tom Pauls im April 2004 in der Radiosatire Marx vs. May – Winnetou und der Weltuntergang zu hören. 2006 erschien eine CD mit Erste Liebe und dem Monodrama Das letzte Band nach Samuel Beckett. Ferner liegen CD-Produktionen von Platero und ich von Juan Ramón Jiménez und Kreisleriana von E. T. A. Hoffmann vor.
In den letzten Jahren übernahm Eberle mehrfach Regietätigkeit und Aufgaben in der Oper Leipzig als Bassa Selim (Die Entführung aus dem Serail), als Komödiant (Die Liebe zu den drei Orangen), als Erzähler (Dornröschen), als Haushofmeister (Ariadne auf Naxos), als Alm-Öhi (Heidi). 1991 spielte er den Simon in einer Produktion der Leipziger Oper bei den Salzburger Festspielen in dem Stück Bianca von Caspar René Hirschfeld. Seine letzte große Arbeit war Der Theatermacher von Thomas Bernhard in einer eigenen Fassung. Bis zum Ende der Spielzeit 2007 gehörte er zum Ensemble des Schauspiels Leipzig.
Von 1965 bis 2000 war Eberle als Dozent an der Hochschule für Musik und Theater „Felix Mendelssohn Bartholdy“ Leipzig tätig und wurde 1994 zum Professor berufen.
Friedhelm Eberle lebt in Leipzig und war bis zu deren Tod im Dezember 2024 mit der Kammersängerin Sigrid Kehl verheiratet.

## Auszeichnungen
- Kunstpreis der Stadt Leipzig
- Nationalpreis der DDR

## Filmografie (Auswahl)
- 1960: Einer von uns
- 1962: Reiseziel Erfurt
- 1962: Geheime Front durchbrochen
- 1963: Nackt unter Wölfen
- 1966: Dr. Schlüter (Fernsehserie, Folge 5: Unter Menschen)
- 1967: Harras, der Polizeihund (Fernsehreihe)
- 1969: Barents heißt unser Steuermann (Fernsehreihe)
- 1972: Der tödliche Schuß
- 1972: Die Zwillinge
- 1974: Polizeiruf 110: Fehlrechnung (Fernsehreihe)
- 1974: Das Gänseblümchen und der Kapitän
- 1975: Requiem für Hans Grundig
- 1976: Polizeiruf 110: Der Fensterstecher (Fernsehreihe)
- 1978: Glücksperlen
- 1979: Der Staatsanwalt hat das Wort: Akte Zabel (Fernsehreihe)
- 1979: Ein Mann und seine Frau
- 1982: Polizeiruf 110: Petra (Fernsehreihe)
- 1984: Polizeiruf 110: Das vergessene Labor (Fernsehreihe)
- 1984: Polizeiruf 110: Schwere Jahre (1. Teil) (Fernsehreihe)
- 1984: Polizeiruf 110: Schwere Jahre (2. Teil) (Fernsehreihe)
- 1985: Polizeiruf 110: Ein Schritt zu weit (Fernsehreihe)
- 1985: Mein lieber Onkel Hans
- 1986: Ernst Thälmann (TV-Zweiteiler)
- 1987: Einzug ins Paradies (Fernsehserie, 6 Folgen)
- 1988: Polizeiruf 110: Still wie die Nacht (Fernsehreihe)
- 1989: Die gläserne Fackel (TV-Miniserie)
- 1991: Heute sterben immer nur die andern
- 1992: Genosse Brüggemann
- 1999: Tatort: Fluch des Bernsteinzimmers
- 2003: SOKO Leipzig (Fernsehserie, 1 Folge)
- 2012: Im nächsten Leben
- 2012: Der Turm

## Theatrografie (Auswahl)
Theater Plauen
- 1957: Der Vogelhändler (Carl Zeller) – als von Scharrnagel
- 1958: Laternenfest (Hans Pfeiffer) – als Jerry
- 1958: Zwei Engel steigen aus (Günther Weisenborn) – als Gil
- 1958: Viel Lärm um nichts (William Shakespeare) – als Claudio
- 1959: Der gute Mensch von Sezuan (Bertolt Brecht) – als Yang Sun
- 1959: Der Sturm (William Shakespeare) – als Luftgeist Ariel

Städtische Bühnen Erfurt
- 1959: Winterschlacht (Johannes R. Becher) – als 1. Panzerleutnant
- 1959: Wilhelm Tell (Friedrich Schiller) – als Ulrich von Rudenz
- 1959: Ende gut, alles gut (William Shakespeare) – als 1. Edelmann
- 1960: Emilia Galotti (Gotthold Ephraim Lessing) – als Graf Appiani
- 1960: Wie die Wilden (Sergei Michalkow) – als Anton
- 1960: Die Weber (Gerhart Hauptmann) – als ein Förster
- 1960: Die Stärkeren (Gerhard Fabian) – als Heinz Gebhard
- 1961: Die Schneekönigin (Jewgenij Schwarz) – als Märchenerzähler
- 1961: Mädchenschwüre (Aleksander Fredro) – als Hans
- 1961: Irkutsker Geschichte (Alexej Arbusow) – als Sergej
- 1961: Die Jungfrau von Orleans (auf den Domstufen) (Friedrich Schiller) – als Lionel
- 1961: Leben des Galilei (Bertolt Brecht) – als Gelehrter
- 1961: Optimistische Tragödie (Wsewolod Wischnewski) – als zweitbester Ältester
- 1961: Richard III. (William Shakespeare) – als Heinrich, Graf von Richmond
- 1961: Und das am Heiligabend (Vratislav Blažek) – als Karl
- 1961: Erna räumt auf (Gabriele Zapolski) – als Jürgen Treu – (Fernsehaufführung der Städtischen Bühnen Erfurt)
- 1962: Klugsein schützt vor Torheit nicht (Alexander Ostrowski) – als Jegor
- 1962: Urfaust, Teil 1 (auf den Domstufen) (Johann Wolfgang von Goethe) – als Michael und als Handwerksbursche
- 1962: Weiberzwist und Liebeslist (Helmut Sakowski) – als Martin Lemke

Schauspiel Leipzig
- 1962: Der Schatten (Jewgeni Schwarz) – als Der Gelehrte
- 1964: Emilia Galotti (Gotthold Ephraim Lessing) – als Hettore Gonzaga, Prinz von Guastalla
- 1965: Die drei Musketiere (Roger Planchon) – als D’Artagnan – nach Alexandre Dumas
- 1969: Minna von Barnhelm (Gotthold Ephraim Lessing) – als Tellheim
- 1971: Hamlet (William Shakespeare) – als Hamlet
- 1975: Don Carlos (Friedrich Schiller) – als Marquis von Posa
- 1977: Das Konzert zum Sankt Ovid (Antonio Buero Vallejo) – als David – Fernsehaufführung
- 1978: Die Räuber (Friedrich Schiller) – als Franz Moor und als Pastor Moser
- 1980: Wilhelm Tell (Friedrich Schiller) – als Werner Stauffacher
- 1981: Faust I (Johann Wolfgang von Goethe) – als Faust
- 1982: Faust II (Johann Wolfgang von Goethe) – als Faust
- 1982: Othello, der Mohr von Venedig (William Shakespeare) – als Othello
- 1984: Egmont (Johann Wolfgang von Goethe) – als Egmont
- 1986: Julius Cäsar (William Shakespeare) – als Marcus Antonius
- 1988: Die Hermannsschlacht (Heinrich von Kleist) – als Hermann, Fürst der Cherusker
- 1988: Die Richtstatt (Tschingis Aitmatow) – als Boston
- 1991: Love Letters (Albert Ramsdell Gurney) – als Er (und Regie)
- 1991: Unter dem Milchwald (Dylan Thomas) – als Erzähler (und Regie)
- 1991: Mein Kampf (George Tabori) – als Schlomo Herzl
- 1992: Fernando Krapp hat mir diesen Brief geschrieben (Tankred Dorst) – als Fernando Krapp
- 1992: Der Revisor (Nikolai Gogol) – als Stadthauptmann Anton Antonowitsch Skwosnik-Dmuchanowski
- 1993: Die Goldberg-Variationen (George Tabori) – als Direktor Mr. Jay
- 1995: Volpone (Ben Jonson) – als Volpone
- 1996: Der Auftrag (Heiner Müller) – als Debuisson
- 1998: König Lear (William Shakespeare) – als König Lear
- 1999: Warten auf Godot (Samuel Beckett) – als Wladimir
- 2003: Das letzte Band (Samuel Beckett) – als Krapp
- 2005: Endspiel (Samuel Beckett) – als Hamm
- 2005: Geliebter Lügner (Jerome Kilty) – als Bernard Shaw (in Eigenregie)
- 2006: Vor Sonnenuntergang (Gerhart Hauptmann) – als Geheimrat Matthias Clausen

## Hörspiele
- 1981: Peter Kramer: Der stille Teilhaber – Regie: Walter Niklaus (Kriminalhörspiel – Rundfunk der DDR)

## Schriften
- Dem schönen Ziele zu, Passage-Verlag, Leipzig 2025, ISBN 978-3-95415-164-6